# اچ‌ام‌اس برانزویک (۱۷۹۰)
اچ‌ام‌اس برانزویک (۱۷۹۰) (به انگلیسی: HMS Brunswick (1790)) یک کشتی بود که طول آن ۱۷۶ فوت ۲٫۵ اینچ (۵۳٫۷۰۸ متر) بود. این کشتی در سال ۱۷۹۰ ساخته شد.